# 줄리언 오븐든
줄리언 오븐든(영어: Julian Ovenden, 1976년 11월 29일 ~ )은 잉글랜드의 배우이다.

## 출연 작품
- 더 로스트 걸스 (2021)
- 정상회담 살인사건 (2016)
- 콜로니아 (2015)
- 다운튼 애비 시즌5 (2014)
- 얼라이스:연합군특수부대  (2014)
- 포일스 워 시즌8 (2013)
- 퍼스트 나이트 (2010)
- 크리스마스 캐롤 (2004)
- 포일의 전쟁 (2002)
- 포사이트가의 이야기 (2002)